# 第百銀行

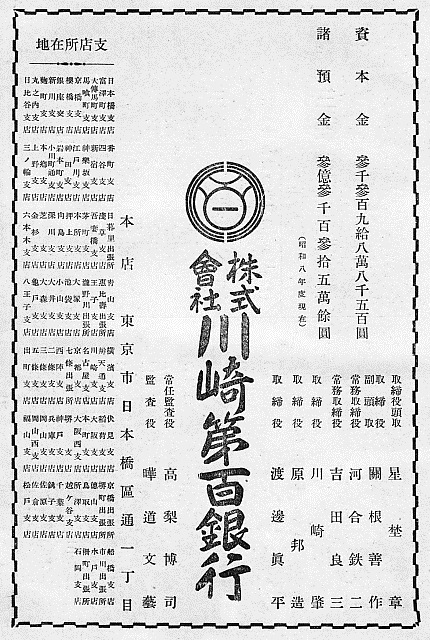
1930年代の川崎第百銀行の広告

第百銀行（だいひゃくぎんこう）はかつて存在した都市銀行。(東京)川崎財閥の中核銀行だったが、1943年 三菱銀行に吸収合併された。本店は東京都中央区日本橋一丁目7-9（現在ダヴィンチ日本橋179ビル所在地）にあった。行章は「百」の字を円形に図案化した物を使用。

## 沿革

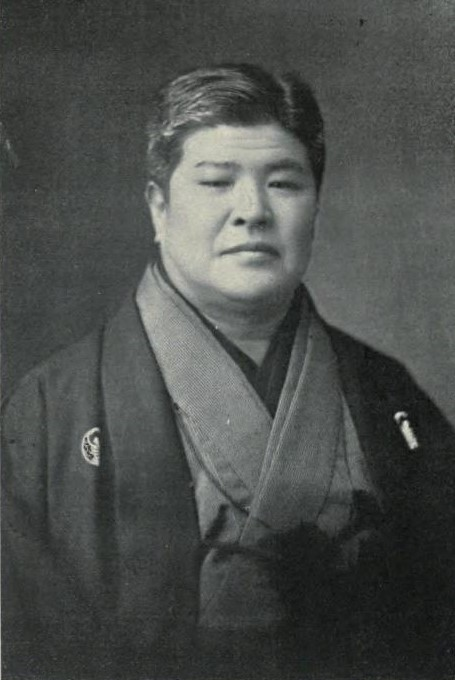
池田謙三。大正元年より第百銀行頭取。日本経済団体連合会の前身・日本経済聯盟会結成にも関わる

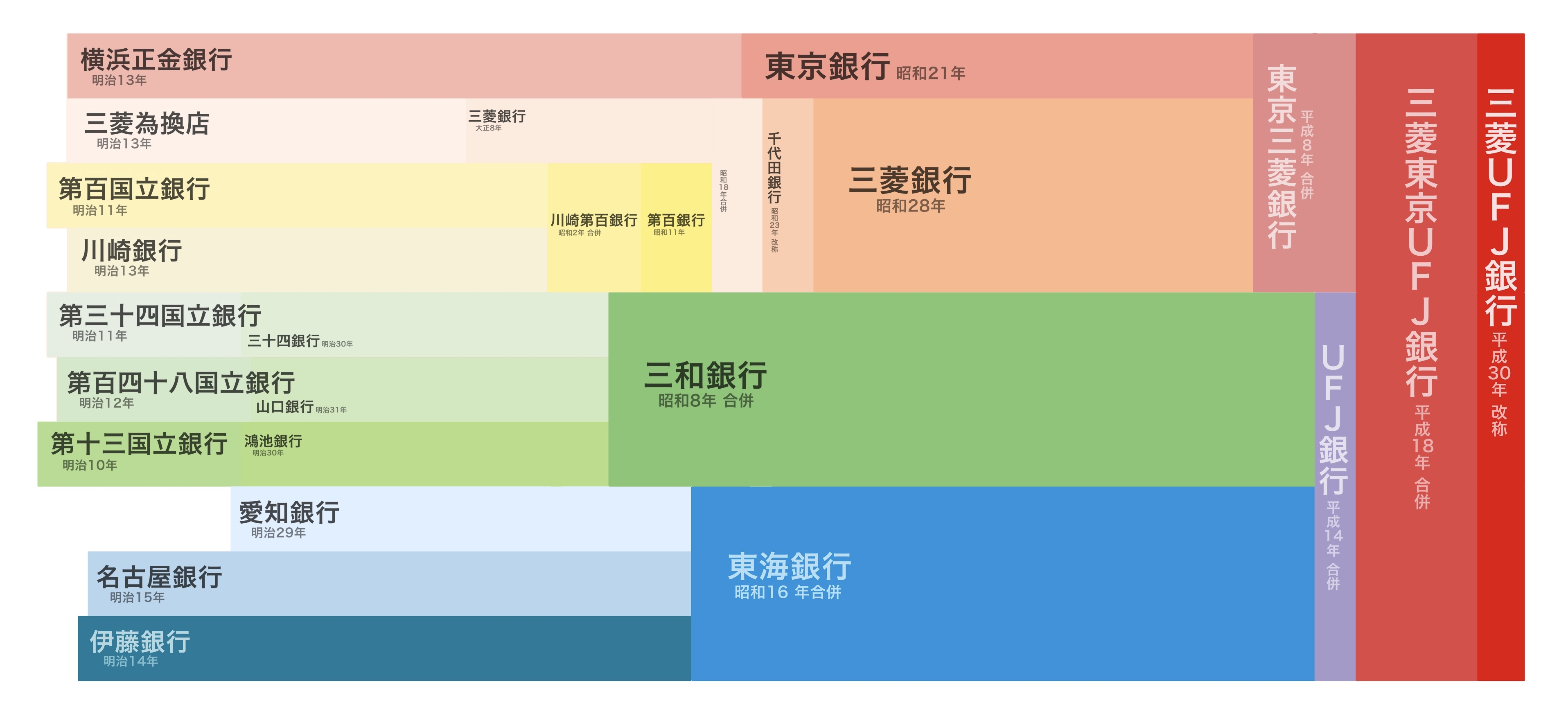
第百銀行を合併した三菱銀行は、平成8年に横浜正金銀行を引き継ぐ東京銀行と合併（東京三菱銀行）。東京三菱銀行は、三和銀行・東海銀行が合併したUFJ銀行と合併し、現在は三菱UFJ銀行になっている。

- 1878年（明治11年）9月4日 - 鳥取藩池田侯爵家を中心として原六郎、川崎金三郎（東京川崎財閥二代目。のち川崎八右衛門を襲名）、安田善次郎らを発起人に国立銀行条例に基づく第百国立銀行を東京市日本橋区萬町に開業。原六郎が頭取に就任。後に高田小次郎が頭取となる。
- 1893年（明治26年） - 外国為替の取扱を開始。
- 1898年（明治31年）8月15日 - 国立銀行としての営業期間満了に伴い、普通銀行の株式会社第百銀行に改組。
- 1899年（明治32年）為替信用状を発行。
- 1900年（明治33年）保護金庫（貸金庫）の取扱を開始。
- 1908年（明治41年）担保付社債信託業に進出。
- 1927年（昭和2年）9月15日 - 川崎銀行（1880年開業）に合併。川崎第百銀行となり、本店を旧第百銀行本店に置く。

（川崎銀行の沿革は川崎財閥の項を参照の事。）
- 1927年（昭和2年）12月10日 - 麹町銀行（東京市麹町区 1889年開業）を合併
- 1928年（昭和3年）4月21日 - 加島銀行の7店舗を買収。
- 1929年（昭和4年）2月1日 - 所沢銀行（埼玉県入間郡所沢町 1903年開業）を合併。
- 1936年（昭和11年）9月14日 - 川崎貯蓄銀行、東京貯蔵銀行の2貯蓄銀行を合併。15支店を継承。

当時、川崎第百銀行の経営状況は停滞しており、同行はこの事態を打開するためには更なる零細預金を吸収し、これを中小企業金融へ振り向ける必要があった。
また当時、政府は低金利政策を打ち出してきたため、川崎財閥では専業貯蓄銀行の先行きは暗いと判断。経営環境の転換を図る事となったのも合併要因の一つである。
- 1936年（昭和11年）11月11日 - 第百銀行と改称。
- 1939年（昭和14年）2月27日 - 羽田銀行（東京市蒲田区 1900年開業）を合併。
- 1943年（昭和18年）4月1日 - 三菱銀行に吸収合併。

店舗数が遙かに多い第百銀行を三菱銀行が吸収したこの合併は当時「蟻が象を飲み込んだ」と言われた。なお、この合併により金融財閥であった川崎財閥はその根幹が消滅した。

## 合併時の処理
合併比率は第百銀行10株に対し三菱銀行10株と対等ではあったが、別に三菱銀行から第百銀行株主に対して交付金（額面100円一株につき10円、50円、25円額面に対しても同等の比率）が支払われた。三菱銀行は会長制を採っていたが合併を機に頭取制に改め、頭取には前三菱銀行会長の加藤武男、副頭取には前第百銀行頭取の関根善作が就任した。